# ステフィー・タン
ステフィー・タン（鄧麗欣、Stephy Tang、1983年10月15日 - ）は、香港の歌手、女優。身長166cm、体重48kg、てんびん座。現在ゴールド・タイフーン・エンターテインメント所属。

## プロフィール
2002年にCookiesのリーダーとなり、その後9人から4人に再編成されたMini Cookiesの活動を経て、現在はソロで活動している。
2005年発売の「Coloring Stephy」でソロデビュー。ジャズボサノバ「青山散歩」が含まれている。2006年には、収録曲すべて自身で作詞した「Fantasy」をリリース。2007年のバレンタインデーには「Dating Stephy」をリリース。2007年12月には「Stephylosophy」をリリース。2007年12月に香港九龍湾国際展貿中心でソロコンサート「看透鄧麗欣07演唱会」を行った。
映画にも出演しており、代表作品は『獨家試愛』と『十分愛』。興行収入はそれぞれ800万と1200万香港ドル。
11歳年の離れた姉と10歳上の兄がいる。
中学校の時に、学校のバレーボールチームのメンバーとなり、その後香港青年チームのメンバーとなったこともある。
2021年6月27日、交際3年で台湾の邱勝翊（プリンス・チウ）と破局したことを、双方のInstagramで発表した。

## 音楽作品
cookies、Mini cookies 時代の楽曲については、cookiesを参照のこと。

### カラオケアルバム
- 2002年10月23日 Holidays - Cookies
- 2003年11月17日 Channel Cookies - Cookies

### ソロ
- 2005年8月3日 Coloring Stephy
- 2006年3月28日 Fantasy
- 2007年2月14日 Dating Stephy
- 2007年12月21日 Stephylosophy
- 2008年11月27日 The Red Album

### その他
- 2006年5月18日 金牌女兒紅（Let It Flow、偏愛）
- 2007年 Love07情歌集 樂壇奬門人（十分.愛 (合唱版)）
- 2007年 金牌醇音樂（愛與痛的邊緣）
- 2007年7月26日 十二金釵眾生花（酒渦與燕窩）

## 出演作品

### 映画
2001年
- 「初恋メリーゴーラウンド」 初戀嗱喳麵 Merry-Go-Round  ※第16回福岡アジア映画祭2002で上映

2002年
- 九個女仔一隻鬼 Nine Girls and a Ghost

2003年
- 百分百感覺2003 Feel 100% 2003
- 龍咁威2003 Dragon Loaded 2003

2004年
- 失驚無神 Dating Death
- 甜絲絲 My Sweetie

2005年
- 龍咁威2之皇母娘娘呢? Dragon Reloaded

2006年
- 濠情歲月 Love in Macau
- 獨家試愛 Marriage With A Fool
- 戀愛初歌 Love @ First Note

2007年
- 十分愛 Love Is Not All Around
- 塚愛 In Love with the Dead
- 「些細なこと」(おかっぱ頭のアワイ) 失驚無神 Dating Death (大頭阿慧)

2008年
- 我的最愛 L for Love, L for Lies
- 內衣少女 La Lingerie
- 絕代雙嬌 Nobody's Perfect

2009年
- 保持愛你 Love Connected
- 撲克王 Poker King

2010年
- 72家租客 72 Tenants of Prosperity
- 越光寶盒 Just Another Pandora's Box

2011年
- 最強囍事 All's Well, Ends Well 2011
- 宅男總動員之女神歸來 Chase Our Love
- 猛鬼愛情故事 Hong Kong Ghost Stories
- 東成西就2011 East Meets West
- 保衞戰隊之出動喇！ 朋友！ Let's Go!
- 戀夏戀夏戀戀下 Summer Love

2012年
- 等我愛你 Love In Time
- 凶间雪山

2013年
- 「ドラゴン・コップス〜微笑捜査線〜（中国語版））」不二神探 Badges of Fury
- 公主的诱惑

2014年
- 不愛不散
- 六福喜事 Hello Babies
- 男人唔可以窮 Golden Brother

2015年
- 仙球大戰 Soccer Killer (中国公開題:蹴鞠)
- 浮華宴 An Inspector Calls  Netflix配信タイトル「夜の珍客」
- 燈塔下的戀人 Guia in Love
- 紀念日 Anniversary

2016年
- 辣警霸王花 Special Female Force
- 失戀日 L for Love L for Lies too

2017年
- 「空手道（中国語版）」空手道 The Empty Hands ※第13回大阪アジアン映画祭で上映
- 「スリー・アサシンズ ～ 女たちの復讐」女士復仇 Husband Killers ※第12回大阪アジアン映画祭で「女士の仇討」の邦題で上映

2018年
- 「どこか霧の向こう」藍天白雲 Somewhere Beyond the Mist ※第13回大阪アジアン映画祭で上映
- 我的情敵女婿 A Beautiful Moment
- L風暴 L Storm
- 八步半喜怒哀樂 Lucid Dreams
- 起底組 Keyboard Warriors

2019年
- 「私のプリンス・エドワード（中国語版）」金都 My Prince Edward ※第15回大阪アジアン映画祭で上映
- 「無敵のドラゴン」九龍不敗 The Invincible Dragon

### テレビドラマ
2003年
- 戀愛自由式
- 美麗在望
- 當四葉草碰上劍尖時

2007年
森之愛情

### ラジオ
- 十二樓怪貓
- 脂肪代表奚秀蘭
- 落入凡間的天使
- 九個女仔一隻鬼廣播劇
- I Love You Boy'z 萬世巨星
- 森美小儀歌劇團 - 大街營
- 那年的天空
- 黃金少年 (season 3)
- 森之愛情II-電燈膽

## コンサート
- 看透鄧麗欣07演唱会（2007年12月7日-9日）

## 書物
- 2006年7月19日 不要忘記
- 2009年7月22日 陪着我走

### 写真集
- 2002年 Delicious Cookies写真集
- 2007年3月19日 Stephy & Alex 十分愛
- 2008年3月13日 我的最愛Stephy & Alex電影写真
- 2009年7月22日 陪着我走

## 広告
- Clean&Clear
- Meko
- freshlook
- 2 Percent
- 古龍群俠伝記 2 七武器 編、幽霊山荘 編
- Hanacha
- adidas
- 新天地 ウェディングドレス
- Broadway
- starwood
- Skechers ver.1,2
- 中原電器 ver.2
- 悠美村
- 紅十字会 愛生命愛捐血愛回来 編
- M&M
- SHISEIDO
- 跑Online
- Samsung
- Moov
- YES青年就業起点